# Art roman saintongeais
L'art roman saintongeais est une variante de l'art roman pratiquée au Moyen Âge dans la région française de Saintonge.

## Territoire de l'art roman saintongeais
Le territoire couvert par l'art roman saintongeais est compris entre l'océan Atlantique à l'ouest, la Gironde au sud, l'Angoumois à l'est, l'Aunis et le Poitou au nord ; il occupe le département actuel de Charente-Maritime et s'étend jusqu'à Cognac et Barbezieux en Charente. La Saintonge romane appartient sur le plan artistique à la grande région de l'Aquitaine septentrionale.
Si l'église d'Aulnay est parfois décrite dans les articles ou ouvrages sur l'art roman saintongeais, cette ville, malgré son nom usuel « Aulnay-en-Saintonge », ne fait historiquement pas partie de cette région mais du Poitou.

## Historique
Une véritable floraison décorative enrichit les églises de Saintonge après le premier tiers du XIIe siècle. Certains auteurs ont considéré que cette décoration pouvait trouver son prototype dans l'abbaye de Saint-Jean-d'Angély. Selon François Eygun, c'est plutôt la façade de la cathédrale d'Angoulême qui en serait plutôt à l'origine.
La basilique Sainte-Eutrope de Saintes, pendant le troisième tiers ou au milieu du XIIe siècle, marque le départ d'un nouveau style décoratif visible dans les rinceaux et les entassements d'animaux. L'église d'Aunay, de son côté, apporte des sujets moralisateurs tels que le combat des Vertus et des Vices.

## Architecture
L'architecture romane en Saintonge est caractérisée par les voûtes en berceau, l'arc en plein cintre et les chapiteaux historiés.
La façade saintongeaise est caractéristique. Elle est souvent divisée en trois par des colonnes : la porte d'entrée est accompagnée de deux arcs latéraux aveugles, qui parfois disparaissent pour laisser plus d'importance au portail central, comme à Fenioux. L'archivolte du portail central se divise en trois ou quatre voussures. Au-dessus, une ou plusieurs arcatures superposées reposent sur des colonnettes. Des arcatures entourent souvent les absides. Ces arcatures sont décoratives. Les piliers soutenant le clocher, en avant du chœur, possèdent en général les chapiteaux les plus beaux,.
Souvent rapprochée de l'architecture romane du Poitou, l'architecture romane saintongeaise s'en distingue par la présence, sauf rares exceptions, d'une seule nef dans les églises. Le déambulatoire n'existe presque jamais en Saintonge. Le chœur a la forme d'un hémicycle dont la profondeur dépend de la présence ou non d'une travée droite. Le transept, peu saillant, se limite parfois à la travée du clocher.
L'ornementation, à base de motifs de bâtons rompus et de losanges, est souvent simple, sauf dans les absides très variées de Rioux et de Rétaud.

### L'exemple de l'abbaye aux Dames de Saintes
L'historique de la construction de l'église abbatiale Sainte-Marie de l'abbaye aux Dames de Saintes permet de comprendre les évolutions de nombre d'églises romanes de Saintonge.

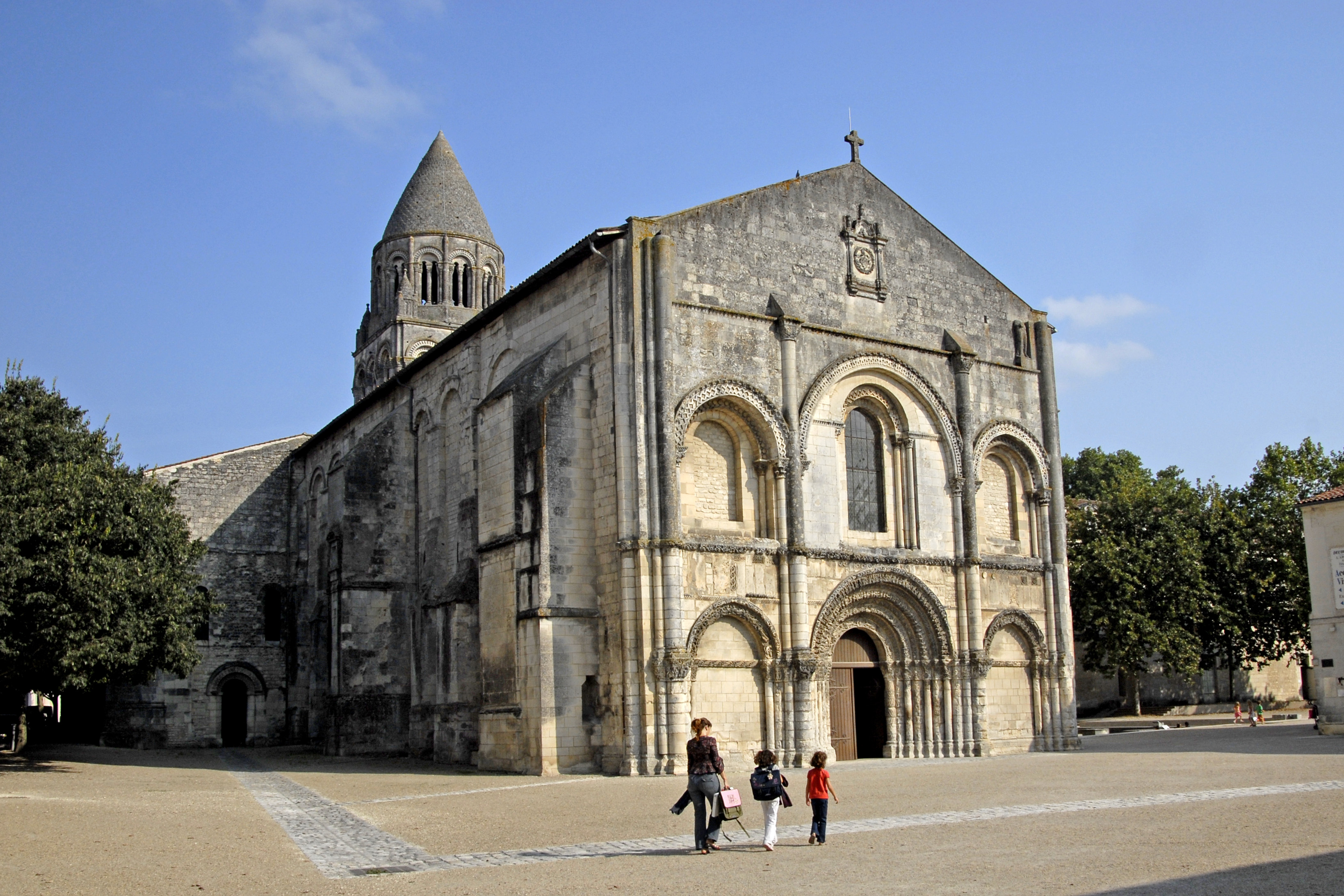
L'église abbatiale Sainte-Marie

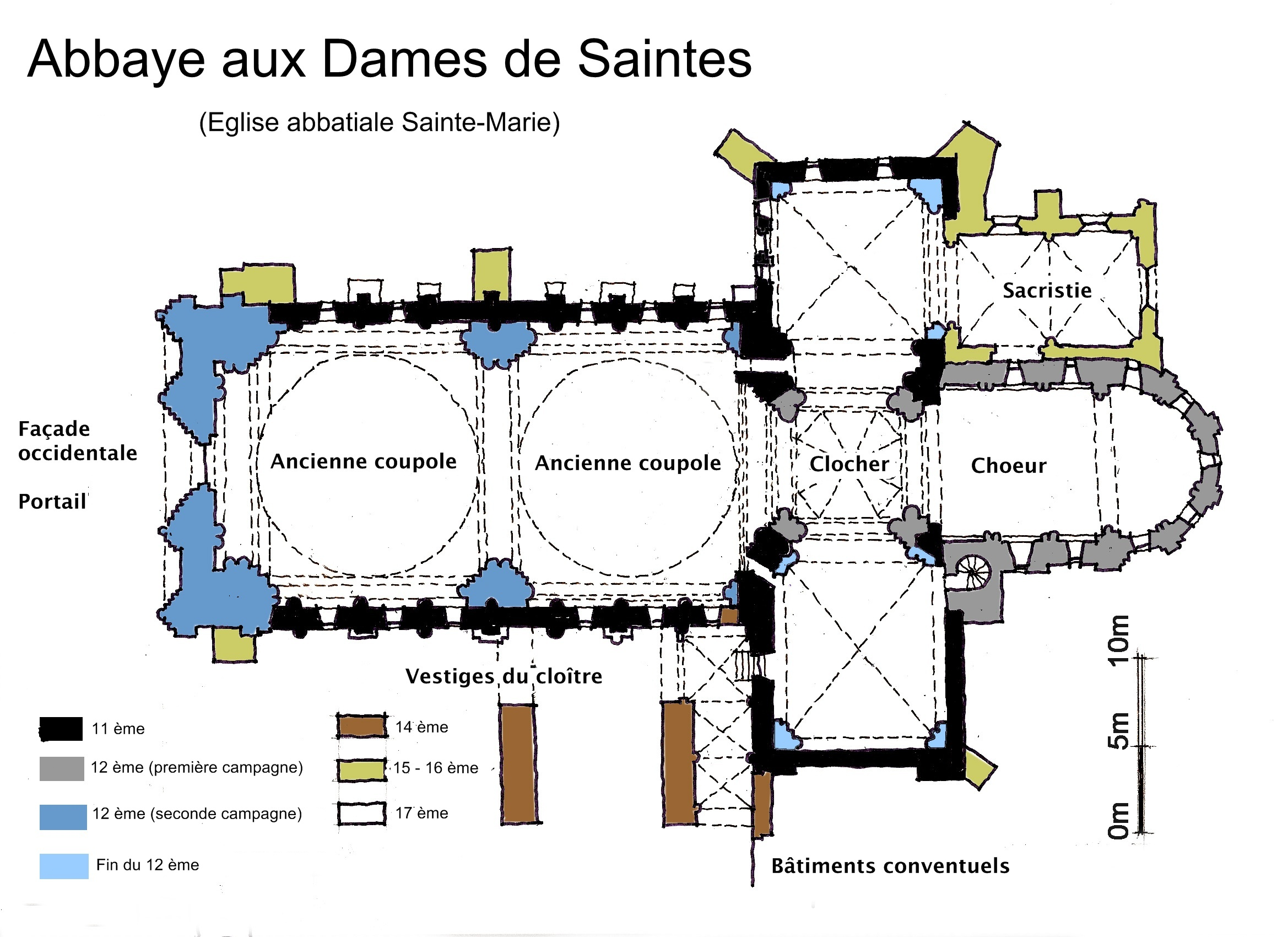
Plan de l'église abbatiale
(Cliquer pour agrandir l'image)

La première église abbatiale consacrée le 2 novembre 1047 est construite sur un plan basilical. Elle est composée d'une nef divisée en trois vaisseaux d'égale hauteur, couverts d'une charpente en bois. Puis la nef est réaménagée de façon à ne plus former qu'un unique vaisseau. Les murs gouttereaux sont renforcés par de puissants piliers permettant de remplacer la charpente initiale par deux coupoles sur pendentifs. Puis une façade-écran est édifiée. Enfin la croisée est renforcée puis couverte d'une coupole sur trompes destinée à supporter le poids du clocher.

## Sculpture

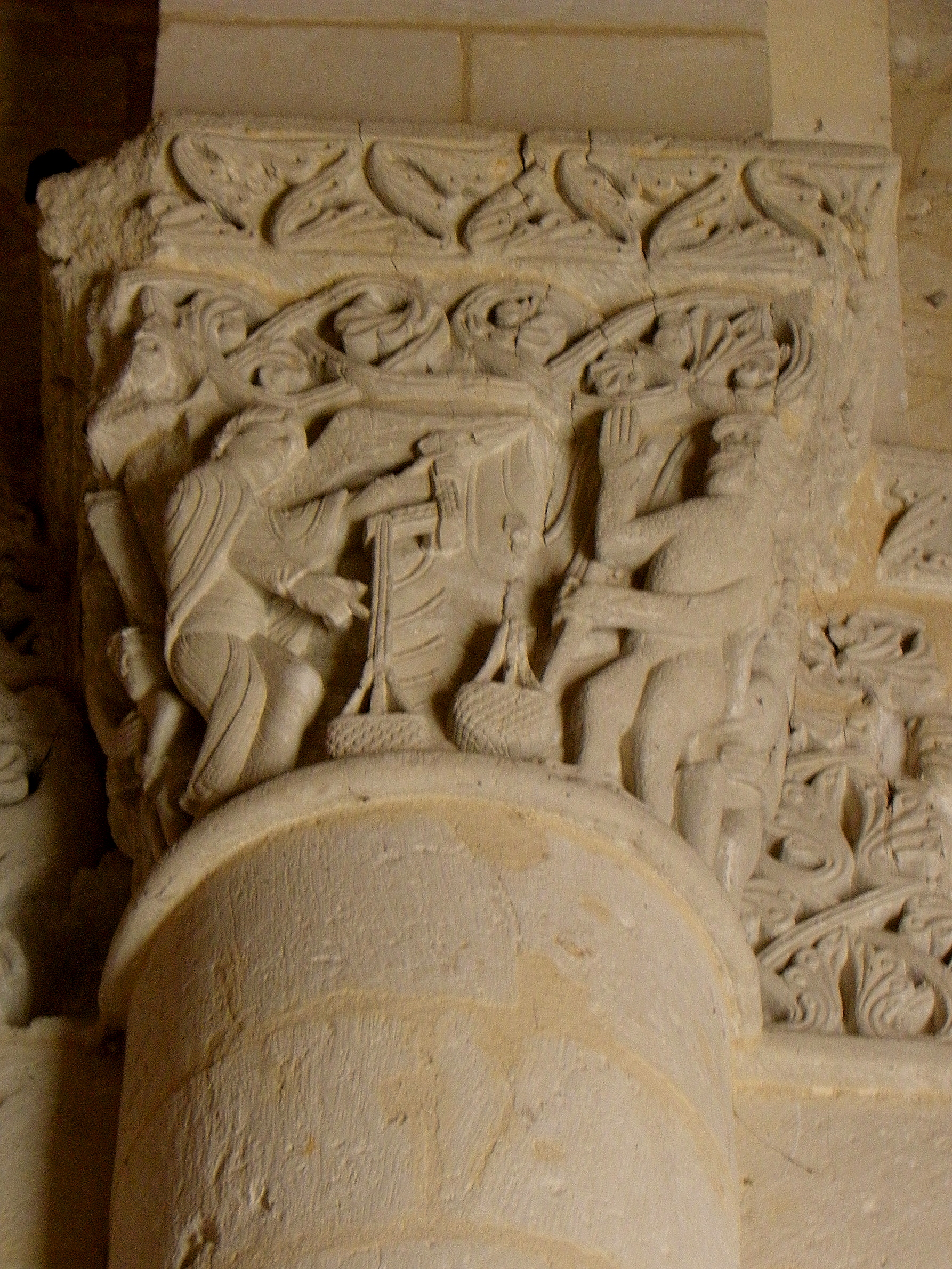
La pesée des âmes (Sainte-Eutrope, Saintes)

La sculpture romane saintongeaise s'exprime principalement sur les façades et les chapiteaux.

### Ornementation
L'ornementation reprend des motifs divers et non spécifiques à la Saintonge : petits carrés, hélices, écailles, zigzags sur les colonnes ; damiers, bllettes, entrelacs, dents de scie, rinceaux et autres sur les corniches, tailloirs, entablement et voussures.

### Scènes sculptées
Les voussures et les chapiteaux sont ornés de motifs à valeur mystique ou morale. Si les personnages importants de la Bible sont assez peu courants, on retrouve souvent des scènes symboliques telles que la parabole des Vierges folles et des Vierges sages, la lutte des Vertus et des Vices, le pèsement des âmes, le Christ entouré des apôtres, les vieillards de l'Apocalypse selon Jean, ainsi que des saints et des martyrs.
La basilique Saint-Eutrope de Saintes, qui comprend une des plus vastes cryptes romanes, présente de remarquables chapiteaux sculptés.

### Exemples de motifs
Le combat des Vices et des Vertus, sans doute inspiré de la Psychomachie de Prudence, apparaît très couramment dans les voussures des façades saintongeaises. Figurées par des chevaliers ou des femmes armées, les vertus foulent aux pieds des démons. Au nombre de quatre ou de six, elles apparaissent à l'église d'Aulnay (sur le portail de la façade et à la fenêtre du transept)), sur les façades de Corme-Royal, de Fenioux, de Fontaines-d'Ozillac, de Pont-l'Abbé-d'Arnoult, de Saint-Symphorien, de Varaize, et peut-être à Chadenac où quatre femmes affrontent des animaux. Le motif est souvent joint à celui des Vierges folles et des Vierges sages.

Le combat des Vertus et des Vices
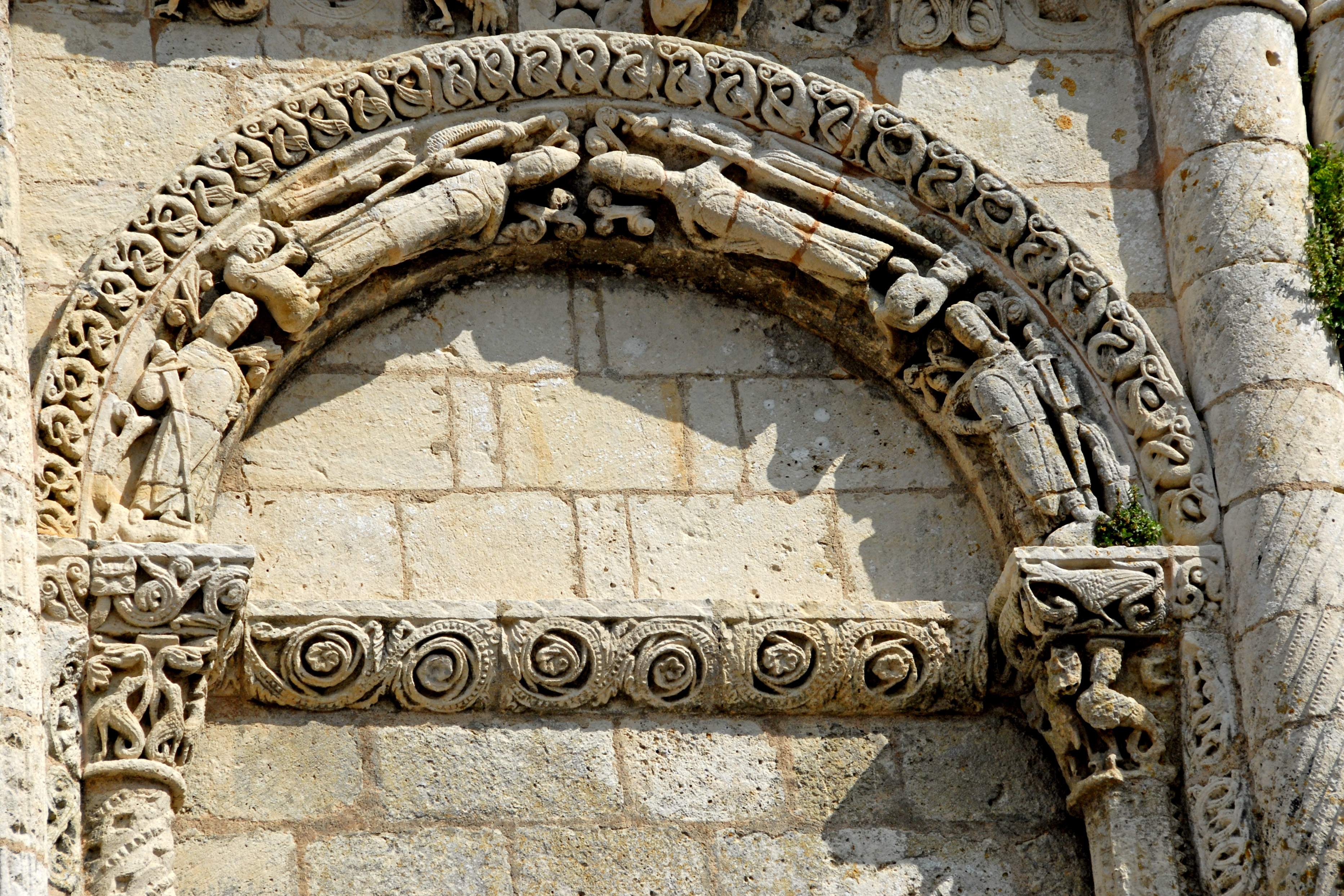
Fenêtre aveugle de la façade de Corme-Royal.
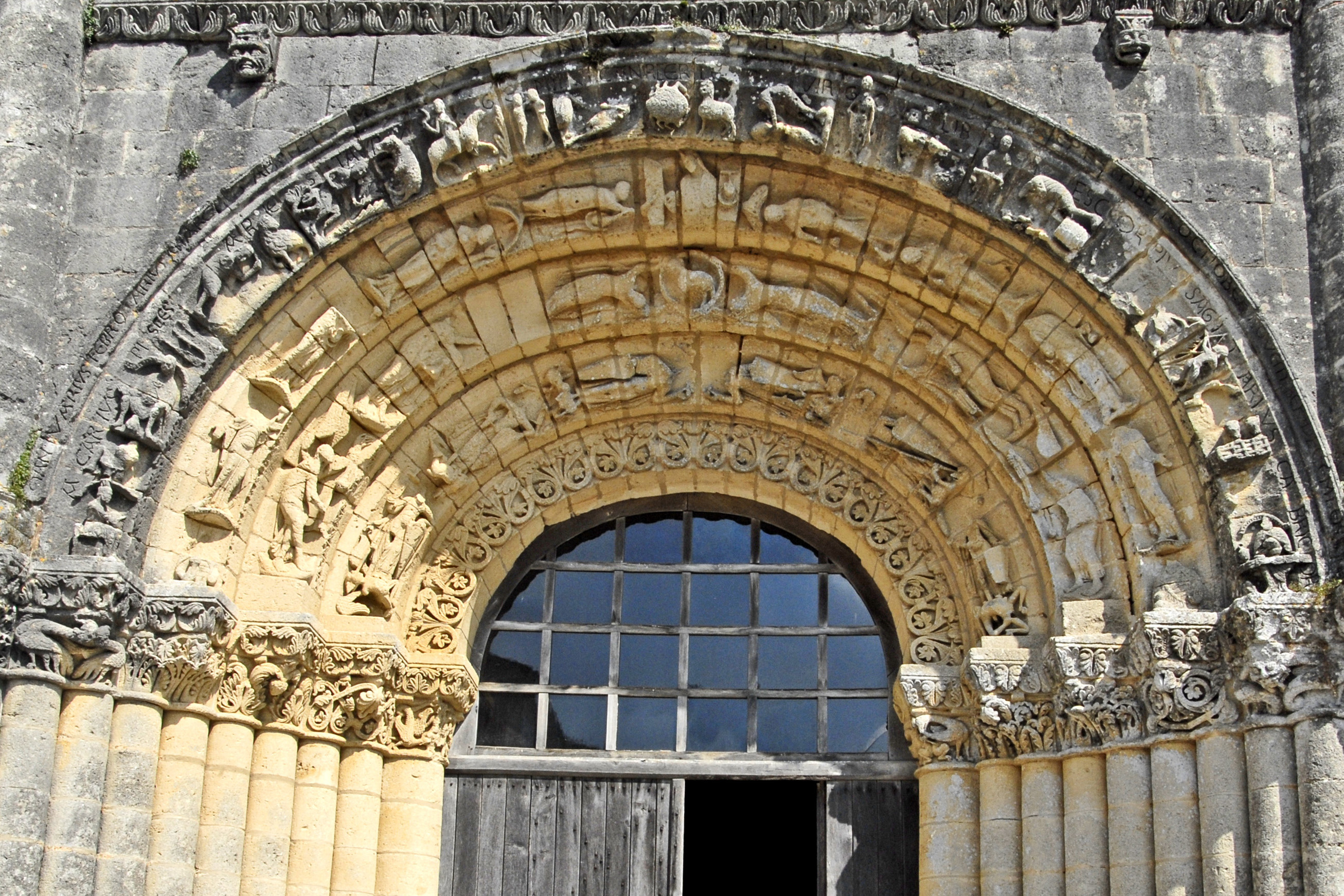
Portail de Fenioux (voussure intérieure)

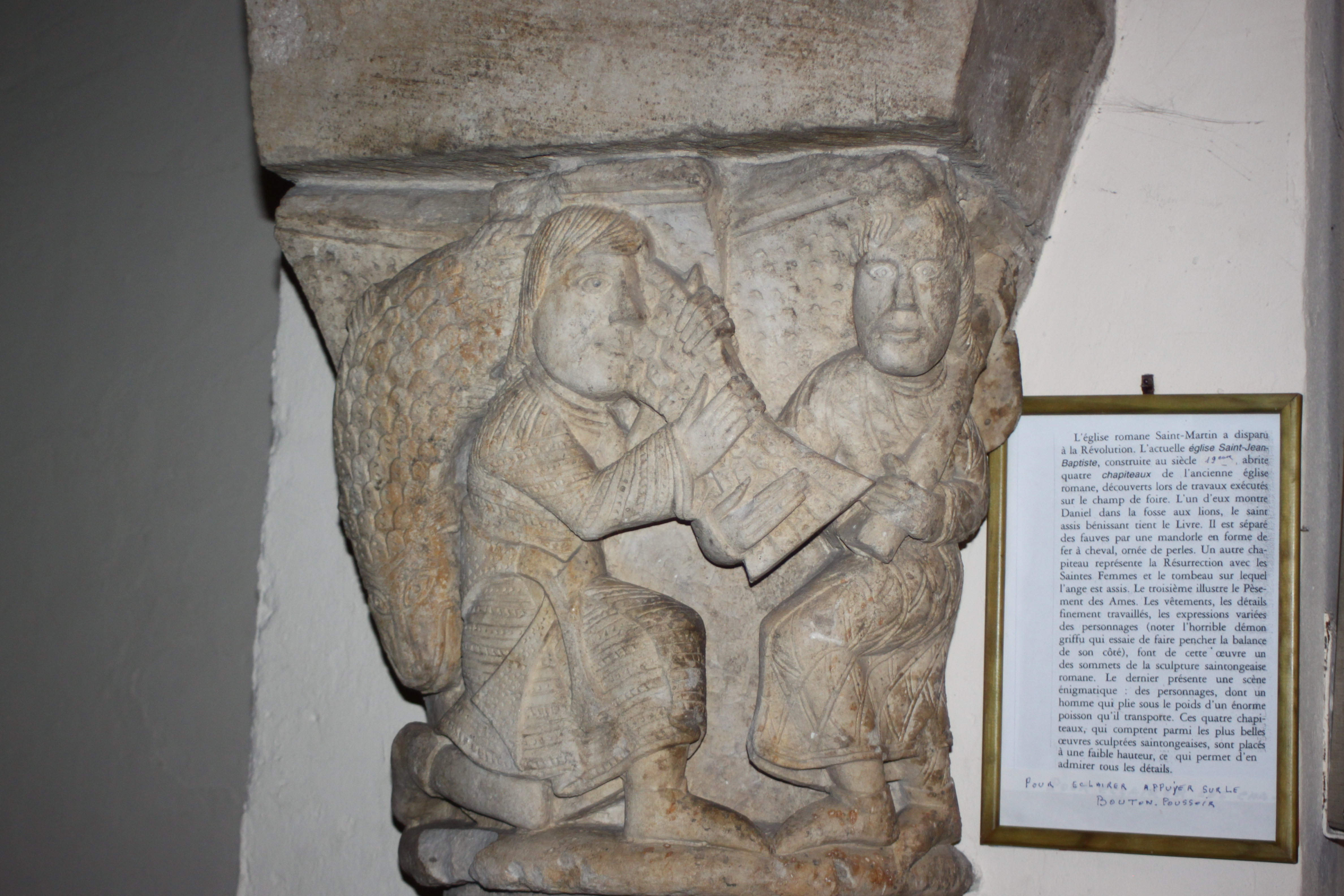
Le porteur de poisson à Saujon

Un motif d'homme portant un énorme poisson est représenté dans plusieurs églises : Saint-Fort-sur-Gironde, Saujon, ainsi que dans des églises de Gironde (Cérons, Saint-Macaire) et à Lagraulière en Corrèze. Ce motif représenterait un pêcheur de saumons.